# Mastixis stigmalis
Mastixis stigmalis är en fjärilsart som beskrevs av Achille Guenée. Mastixis stigmalis ingår i släktet Mastixis och familjen nattflyn. Inga underarter finns listade i Catalogue of Life.